# Diritto di prelazione
Il diritto di prelazione (in latino ius praeferendi), secondo la legge italiana, è quel diritto in capo ad un soggetto ad essere preferito, rispetto ad un altro a parità di condizioni, nella costituzione di un negozio giuridico. La prelazione può essere volontaria, oppure legale.
La prelazione può essere onerosa o gratuita: ovvero il concedente può chiedere un pagamento per concedere al prelatore il diritto di prelazione sulla vendita di un bene che possiede.
La prelazione non è altro che la preferenza di un soggetto rispetto ad un altro.

## Tipologie

### Prelazione legale
La prelazione legale si caratterizza per avere come fonte la legge stessa.

### Prelazione volontaria
La prelazione volontaria ha come fonte l'accordo delle parti. Oggetto di tale accordo è l'impegno, in capo ad una parte, a concedere un diritto di prelazione alla controparte. Questo in ossequio alla libertà contrattuale disciplinata dall'art. 1322 c.c.
La prelazione volontaria non è opponibile ai terzi: ovvero in caso di mancato rispetto del diritto di prelazione, il prelazionario (titolare del diritto) può chiedere un rimborso per danni al concedente (il venditore), ma non gode del diritto di riscatto del bene nei confronti dell'acquirente.

## Esercizio del diritto
Il prelazionario (titolare del diritto) può esercitare il proprio diritto nel momento in cui il concedente (venditore) decide di vendere il bene, acquistando il bene a pari condizioni di prezzo.
Il concedente ha l'obbligo di comunicare al prelazionario l'intenzione di vendere il bene (in latino denunciatio).
Alternativamente il prelazionario può rinunciare ad avvalersi del diritto di prelazione:
- se il contratto di vendita si conclude, il diritto di prelazione decade
- se il contratto di vendita non si conclude, il diritto di prelazione permane

## Ambito di applicazione

### Nel diritto successorio
Nel diritto successorio, il coerede, che vuole alienare a un estraneo la sua quota o parte di essa, deve notificare la proposta di alienazione, indicandone il prezzo, agli altri coeredi, i quali hanno diritto di prelazione (art. 732 c.c.). Questo diritto deve essere esercitato nel termine di due mesi dall'ultima delle notificazioni. In mancanza della notificazione, i coeredi hanno diritto di riscattare la quota dall'acquirente e da ogni successivo avente causa, finché dura lo stato di comunione ereditaria.
Se i coeredi che intendono esercitare il diritto di riscatto sono più, la quota è assegnata a tutti in parti uguali. Parte della dottrina ammette l'applicazione dell'art. 732 c.c. anche alla comunione non ereditaria.

### Nel diritto di locazione
Nelle locazioni, l'art. 38 della legge 27 luglio 1978, n. 392, prevede un diritto di prelazione a favore del conduttore per l'immobile concesso in locazione qualora questo sia alienato. Il diritto di riscatto per le case popolari è previsto dal D.P.R. n. 2 del 17 gennaio 1959 in materia di cessione di alloggi pubblici, e in generale, per beni ad uso abitativo dall'art. 39 della legge n. 392 del 27 luglio 1978 e dall'art. 3 lettera g della legge 431/1998.
Il proprietario che volesse vendere l'immobile dovrà notificare al conduttore, a mezzo ufficiale giudiziario, l'importo e le modalità di pagamento richieste, il tutto ai sensi degli artt. 35 - 39 della legge 392/78 (equo canone) ancora valida per gli ambiti non residenziali. Il termine per eseguire la prelazione è di 60 giorni dalla notifica. La regola non opera nel caso di vendita in blocco, con ciò intendendosi l'alienazione da parte del proprietario di un compendio immobiliare più ampio, in cui è compreso il bene locato .

#### Affitto d'azienda
Nei contratti di affitto d'azienda, esiste una prelazione volontaria, ossia è necessario che venga pattuita tra le parti una clausola da inserire nel contratto di affitto d'azienda, affinché l'affittuario possa godere di un diritto di prelazione per l'acquisto dell'azienda, qualora questa fosse messa in vendita; in questo caso l'affittuario deterrebbe il diritto di essere preferito a terzi, a parità di condizioni, nell'acquisto dell'azienda.

### Nel diritto agrario

#### Prelazione del vecchio affittuario verso terzi nell'affitto di un fondo rustico

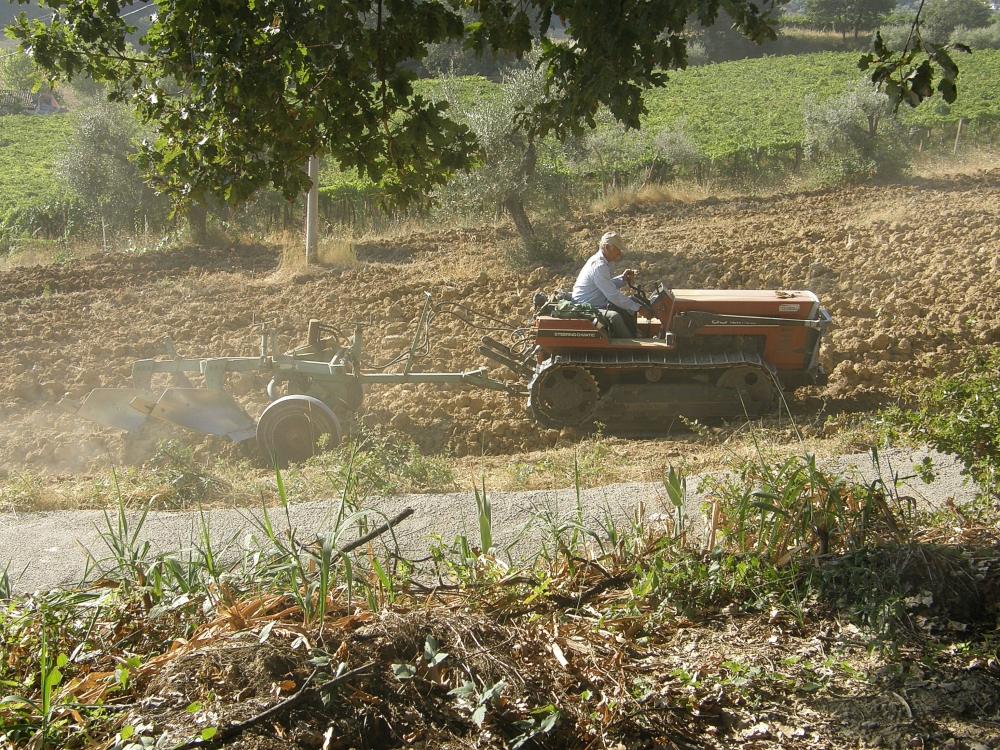
Un fondo rustico (campo agricolo) lavorato da un coltivatore.

Nell'affitto di fondo rustico, ai sensi dell'art. 4 bis della Legge n. 203 del 3 maggio 1982, l'affittante che intende concedere in affitto il fondo a terzi, è onerato di comunicare al vecchio conduttore le offerte ricevute, mediante lettera raccomandata con avviso di ricevimento, almeno 90 giorni prima della scadenza del contratto. Il conduttore, avendo il diritto di prelazione ha tempo 45 giorni dal ricevimento della comunicazione, per offrire condizioni uguali a quelle comunicategli dal locatore e pervenire al rinnovo del contratto di affitto di fondo rustico, con l'impossibilità da parte del terzo di potere stipulare un contratto di affitto di fondo rustico, in sostituzione del vecchio conduttore. Tuttavia, nel caso in cui il locatore, entro i 6 mesi successivi alla scadenza del contratto col vecchio affittuario, abbia concesso il fondo in affitto a terzi, senza preventivamente comunicare le offerte ricevute al vecchio affittuario, o qualora conceda al terzo l'affitto a condizioni più favorevoli di quelle comunicate al vecchio conduttore, quest'ultimo conserva il diritto di prelazione da esercitare entro il termine di un anno dalla scadenza del contratto non rinnovato. Per effetto dell'esercizio del diritto di prelazione si instaura un nuovo rapporto di affitto alle medesime condizioni del contratto concluso dal locatore con il terzo.

#### Prelazione dell'affittuario nell'acquisto del fondo rustico affittato
Nella compravendita di un terreno agricolo coltivato ed affittato ad un coltivatore diretto, ai sensi dell'art. 8 della legge 590/1965, questi, se coltiva il terreno da almeno due anni (la suddetta legge stabiliva 4 anni, ma ai sensi dell'art. 7, L. n.817/1971, che modificava la suddetta legge, la durata dell'affitto è stata portata a 2 anni), ha facoltà di esercitare il suo diritto di prelazione e il venditore è onerato di preferire il conduttore, rispetto ad un terzo, nell'atto di compravendita. Il venditore deve notificare (denuntiatio) mediante posta tracciabile (raccomandata con avviso di ricevimento o PEC) al detentore del diritto di prelazione il contratto preliminare di compravendita che il venditore ha stipulato con un terzo. Il detentore del diritto di prelazione ha poi 30 giorni di tempo a partire dalla notifica, per esercitare il diritto di prelazione, comunicando la sua intenzione al venditore ed ha 6 mesi di tempo per corrispondere il prezzo al venditore (prima del 2020 il tempo concesso per pagare era di 3 mesi, ma con l'emanazione dell'articolo 224, comma 4, D.L. 34/2020, il cd. Decreto Rilancio, i mesi vennero portati a 6). Qualora il detentore del diritto di prelazione non dovesse esercitare il suo diritto di prelazione entro 30 giorni dalla notifica o non dovesse pagare il venditore entro 6 mesi dalla comunicazione di voler esercitare la prelazione, decadrebbe dal suo diritto di prelazione, senza possibilità di reintegro, in quanto il contratto preliminare tra il venditore e il terzo verrebbe ad essere pienamente efficace in forza dell'art. 2932 c.c.. Infatti, l’esercizio del diritto di prelazione, di cui alla L. 26 maggio 1965, n. 590, art. 8, da parte di un soggetto al quale faccia difetto uno dei requisiti previsti dalla legge per il riconoscimento del diritto stesso, comporta la nullità dell’acquisto per contrarietà a norme imperative e tale nullità può essere fatta valere, a norma dell’art. 1421 c.c., da chiunque vi ha interesse (cfr. Cass. civ. n. 11375/2010).
Esistono diverse condizioni, senza le quali non è possibile esercitare il diritto di prelazione agrario da parte dell'affittuario:
- La presenza di un contratto di affitto: infatti la presenza di un contratto di comodato di un terreno concesso ad un coltivatore diretto, non permette di esercitare il diritto di prelazione agrario in quanto, la disposizione prevista dalla L. 26 maggio 1965, n. 590, art. 8, comma 1 - che è una norma di stretta interpretazione in quanto apportante speciali limitazioni al diritto di proprietà - contempla un numero chiuso di situazioni soggettive protette e non può trovare applicazione oltre i casi ivi previsti; pertanto, il diritto di prelazione (e riscatto) agrario può essere esercitato solo da chi - coltivatore diretto - possa vantare, per effetto di un contratto concluso con il proprietario del fondo oggetto di trasferimento a titolo oneroso, la qualifica, alternativamente, di "affittuario", "colono", "mezzadro" o "compartecipante", con la conseguenza che esso non spetta a chi detenga il fondo, oggetto di compravendita, in forza di concessione in comodato (stante l'impossibilità di qualificarla come contratto agrario) (cfr. Cass. civ. n. 2861 del 2016)[11].
- La coltivazione esclusiva del terreno oggetto di affitto da parte dell'affittuario: infatti, l'affittuario è onerato di coltivare il terreno che ha affittato e che vuole acquistare, a nulla rilevando il fatto di essere coltivatore diretto o aver affittato il terreno, qualora venisse a mancare la coltivazione diretta della terra affittata ai sensi dell'art. 8, comma 1, della legge 590/1965 che espressamente indica, come condizione essenziale, la coltivazione del terreno affittato per esercitare la prelazione[12].
- Il carattere di durata nel tempo e di proiezione futura dell’affitto: infatti in base al costante orientamento della giurisprudenza di legittimità, viene meno il diritto di prelazione del conduttore, quando nel momento in cui il fondo è venduto, il rapporto agrario sia prossimo alla scadenza e vi sia un’impossibilità alla prosecuzione del rapporto da parte del conduttore (cfr. cass. civ. 6223/1981; cass. civ. 5432/1990; cass. civ. 15804/2009).[13]

L'art. 7, della L. n.817/1971 ha all'allargato la prelazione includendo tra i beneficiari di tale diritto anche i coltivatori diretti e agli imprenditori agricoli professionali a condizione che siano proprietari dei terreni confinanti al terreno messo in vendita e tali terreni confinanti non devono essere stati concessi in affitto ad affittuari coltivatori diretti.
Mentre l’art. 2, comma terzo, D.lgs. 99/2004 allarga ulteriormente il diritto di prelazione alle società agricole di persone “qualora almeno la metà dei soci sia in possesso della qualifica di coltivatore diretto come risultante dall'iscrizione nella sezione speciale del registro delle imprese di cui all'articolo 2188 e seguenti del codice civile”. Le società che possono beneficiare di tale disposizione normativa sono: le società semplici (s.s.), le società in nome collettivo (s.n.c.) e le società in accomandita semplice (s.a.s.). Come indicato dalla norma, è d'uopo che almeno la metà dei soci sia coltivatore diretto e tale qualifica deve essere registrata presso il Registro delle Imprese, a pena di non poter fruire del diritto di prelazione agrario (così come riportato dalla Corte di Cassazione, Sezione III, con sentenza n. 6302 del 5 marzo 2019).
Sia i confinanti coltivatori diretti o imprenditori agricoli professionali, sia le società agricole con almeno la metà dei soci coltivatori diretti registrati con tale qualifica presso la sezione speciale del Registro delle Imprese, devono sottostare ai presupposti e ai requisiti di legge richiesti affinché gli affittuari coltivatori diretti possano beneficiare del diritto di prelazione agrario. Infatti, l’art. 7 della legge n.817 del 1971 stabilisce che detto diritto di prelazione spetta anche al coltivatore diretto proprietario di terreni confinanti con fondi offerti in vendita, il quale diritto è regolamentato dall’art. 8 L. 590/1965, norma che va quindi estesa anche al proprietario confinante e alle società agricole con almeno la metà dei soci coltivatori diretti. Infatti la legge n.817/1971 che estende il diritto di prelazione agrario ai confinanti, non prevede alcuna modifica ai presupposti o ai requisiti indicati dall’art. 8 L. 590/1965. Difatti, se il legislatore, avesse inteso modificare le condizioni per fruire del diritto di prelazione agrario, avrebbe dovuto affermalo espressamente (cfr. Cass. Civ. n.12963/2005). Sicché al proprietario di un fondo agricolo confinante con terreno offerto in vendita, se detiene il diritto di prelazione, lo detiene solo se ricorrono nei suoi confronti tutti i requisiti posti dall’art.8 della legge 26 maggio 1965, n. 590.

## Cause di prelazione tra creditori
In materia processuale, affine all'istituto in esame è quello delle cause di prelazione tra creditori. In tale disciplina, i creditori hanno eguale diritto di essere soddisfatti sui beni del debitore, salve le cause legittime di prelazione, così come disciplinato dall'art. 2741 del Codice civile. Sono cause legittime di prelazione i privilegi, il pegno (2784 e seguenti) e le ipoteche (2808 e seguenti).